# Palazzo Godi Arnaldi Segala
Il Palazzo Godi Arnaldi Segala ora Bertevello in contrà Pasini 14, a Vicenza, è un edificio in stile tardo gotico del XV secolo.

## Storia
Gli elementi del piano terreno e del primo piano fanno pensare che la costruzione risalga agli anni cinquanta del Quattrocento. Quelli del secondo piano, invece, fanno ritenere che essa si sia protratta fino agli anni ottanta dello stesso secolo.
Tra le due finestre del piano terreno è murata una lapide in ricordo di Domenico Piccoli, parlamentare socialista eletto nel 1919, che nacque in questo palazzo.

## Descrizione
Come tutti i palazzi gotici, la facciata è asimmetrica, con l'ingresso e il salone principale spostati tutti sulla sinistra.
Al piano terreno un bel portone con l'arco a tutto sesto sostenuto da fioriti capitelli gotici. Sulla destra, due finestre rettangolari con la tipica doppia cornice, l'interna a tortiglia e l'esterna a denti di sega. Nell'atrio, a sinistra uno stemma quattrocentesco della famiglia Arnaldi, sulla destra una grande porta rettangolare gotica
Al primo piano una trifora - e, più a destra, due monofore - ad archi inflessi a tre lobi con pennacchi che contengono rosette, poggianti su colonne e pilastri dai capitelli fioriti, analoghi a quelli del portone sottostante. Trifora e monofore, di raffinata eleganza, sono inquadrate in cornici a scacchiera.
La contiguità di questo edificio con il Palazzo Arnaldi Tretti, alla sua sinistra al n. 16 della contrada, fa cogliere il momento di transizione dall'architettura tardo gotica a quella rinascimentale, che avvenne verso la fine del Quattrocento.

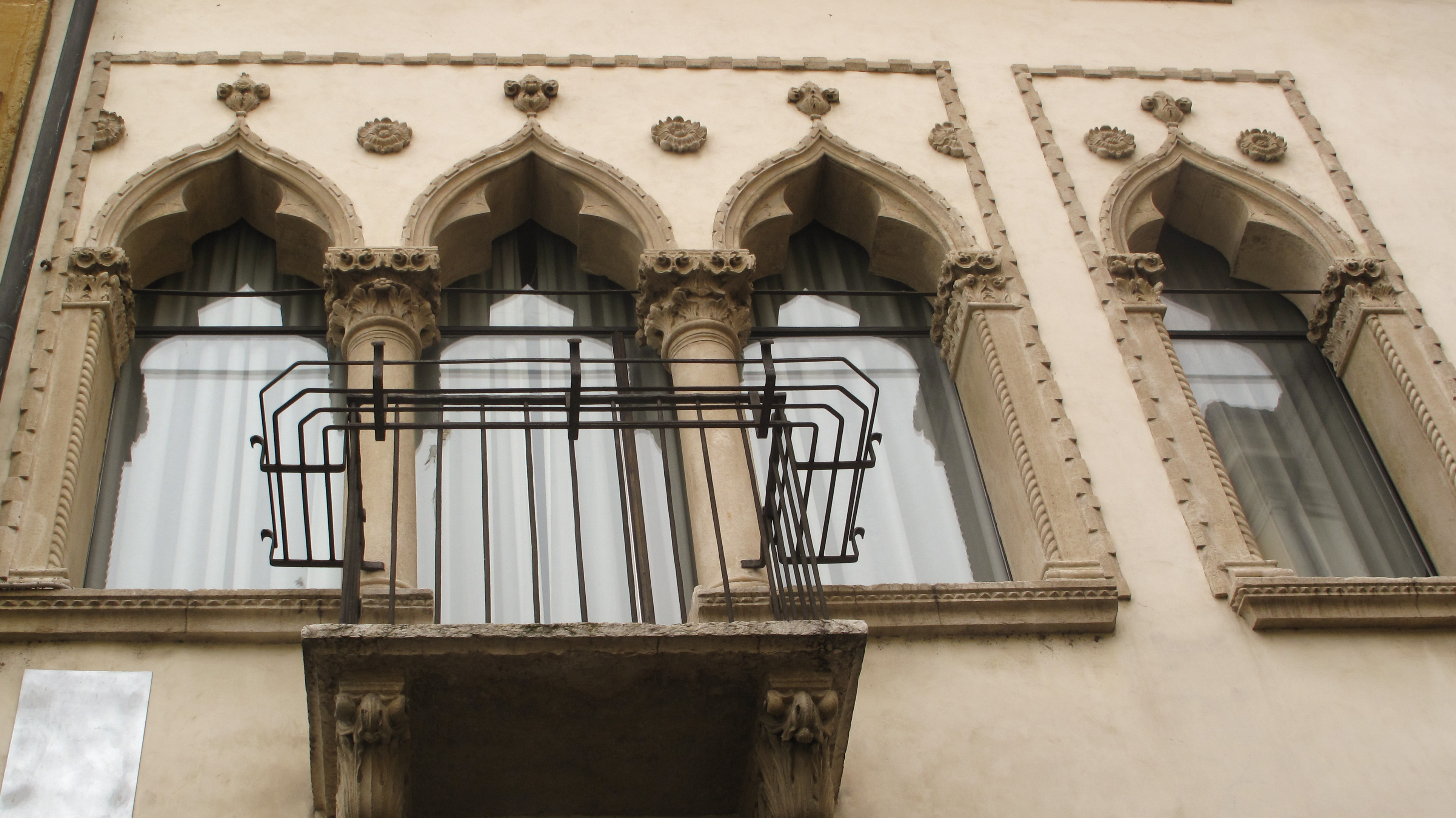
Trifora e monofora del primo piano
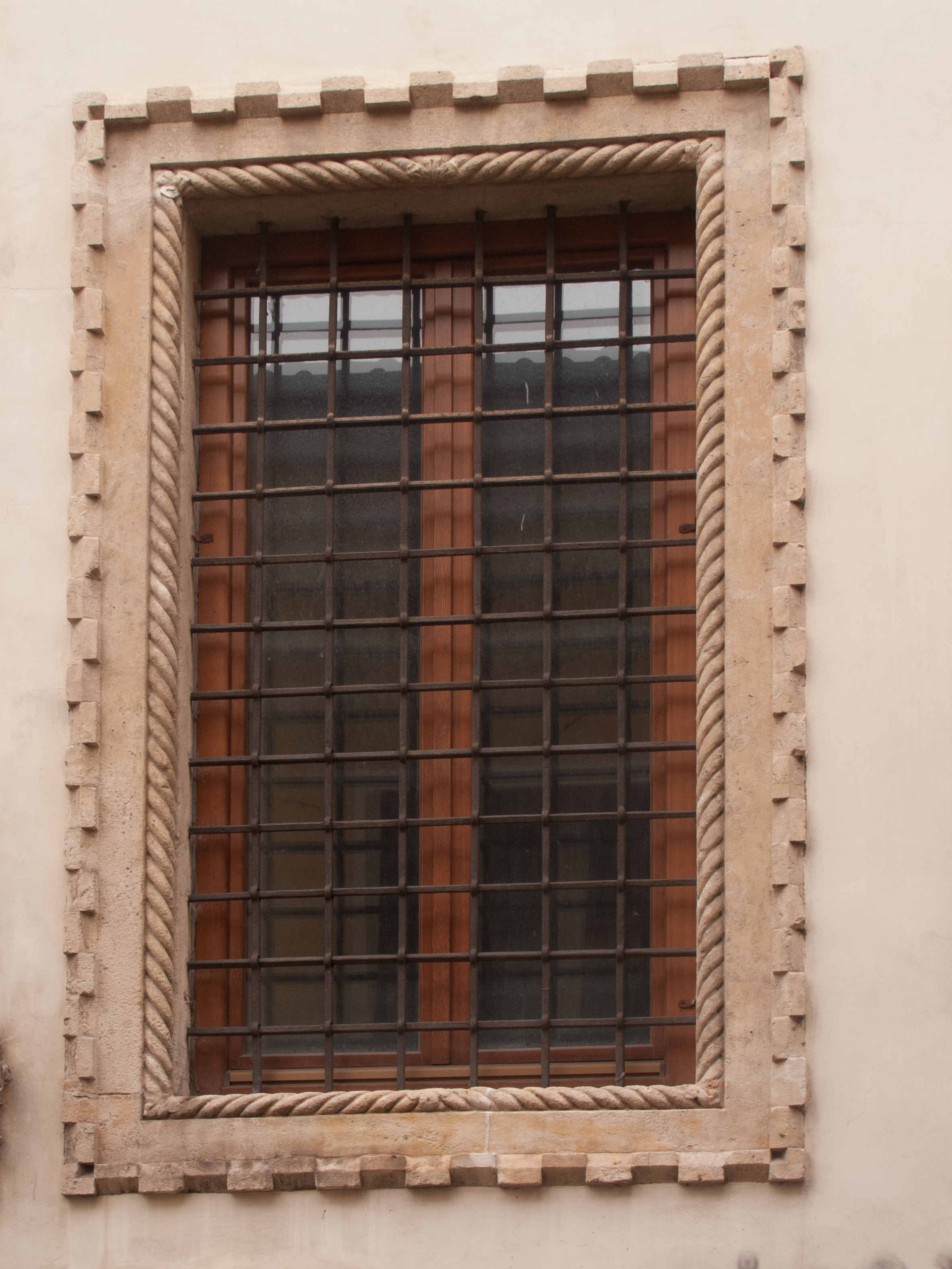
Finestra laterale a piano terreno
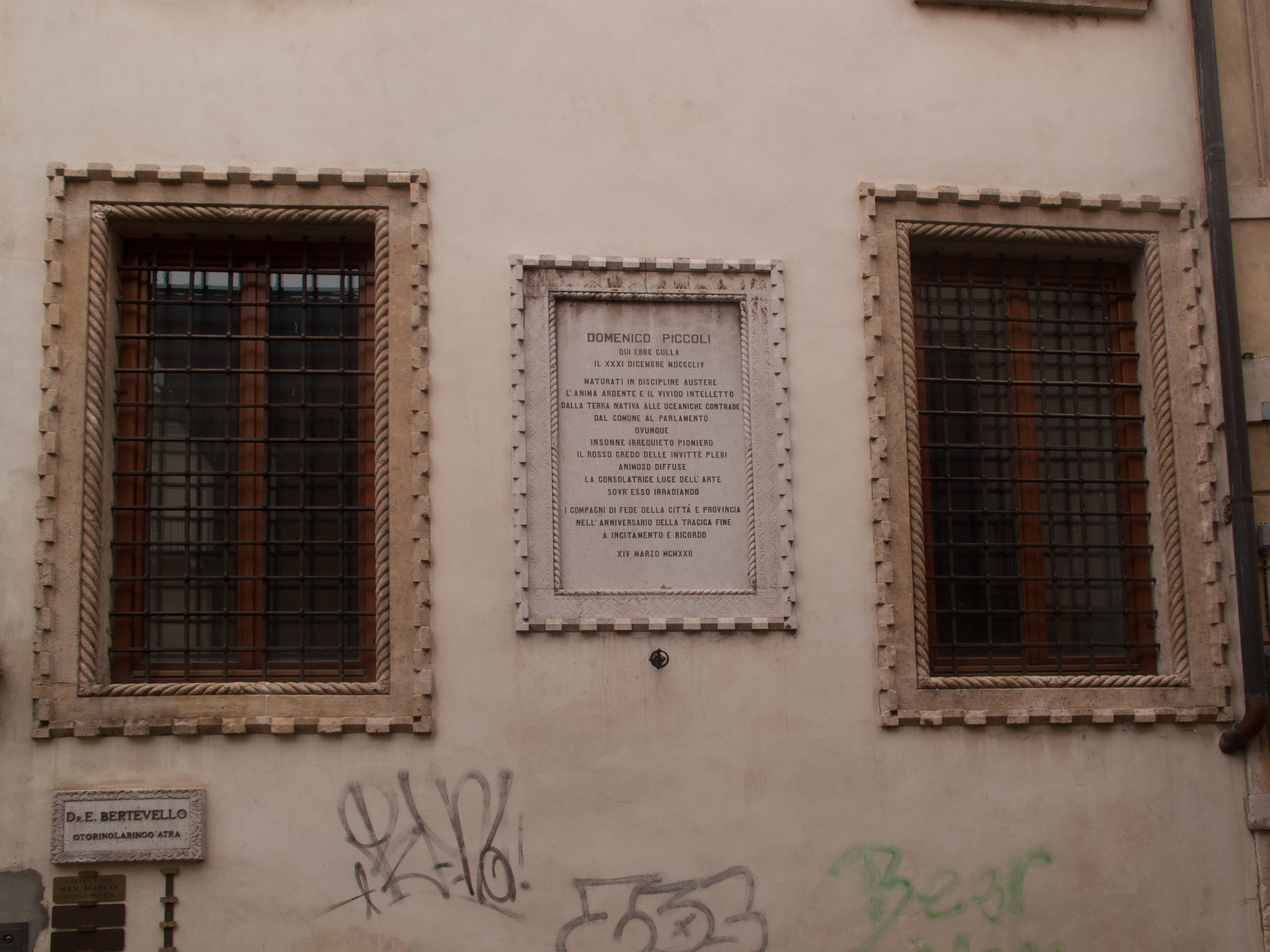
Finestre e lapide Piccoli
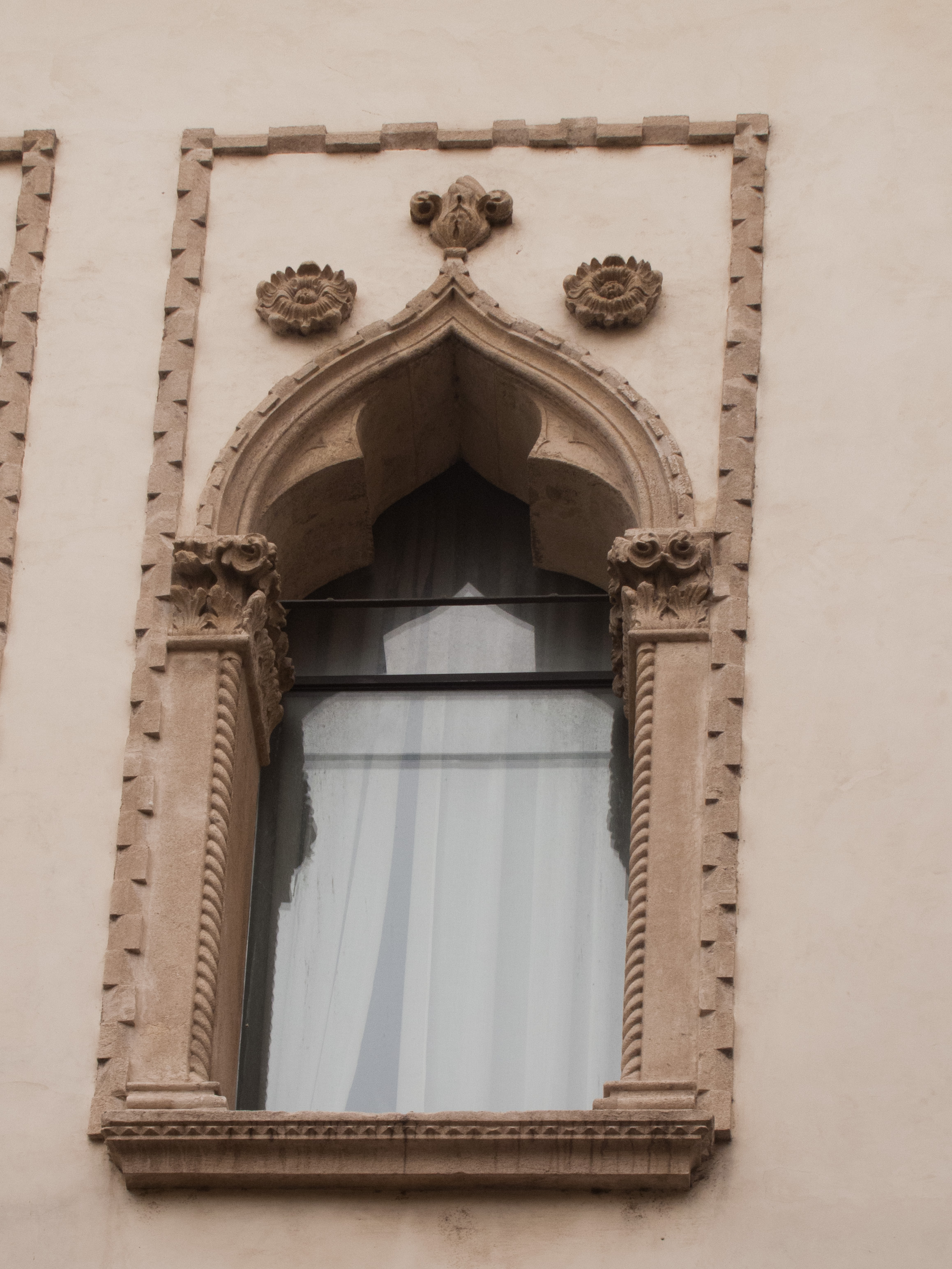
Monofora
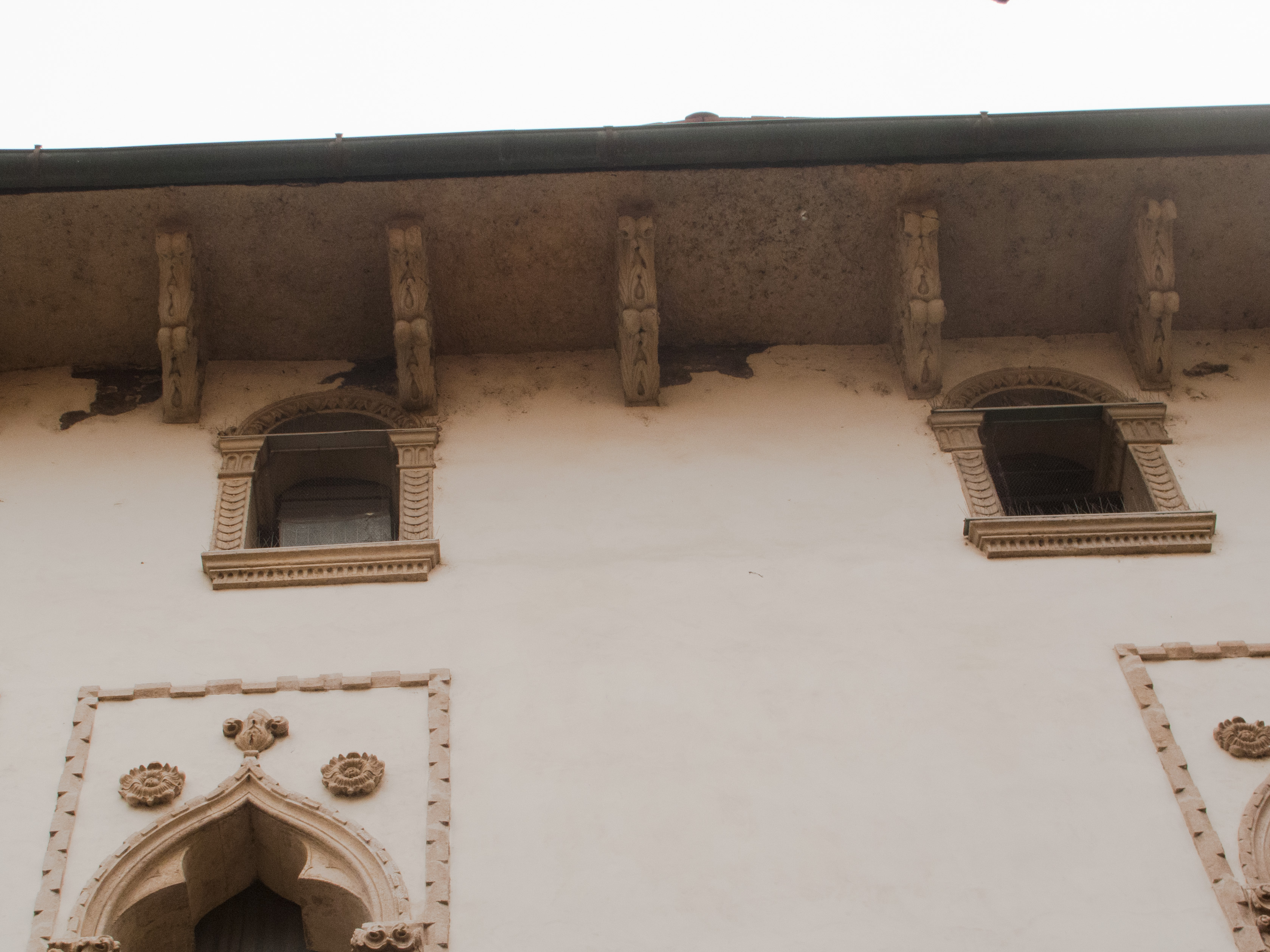
Sottotetto

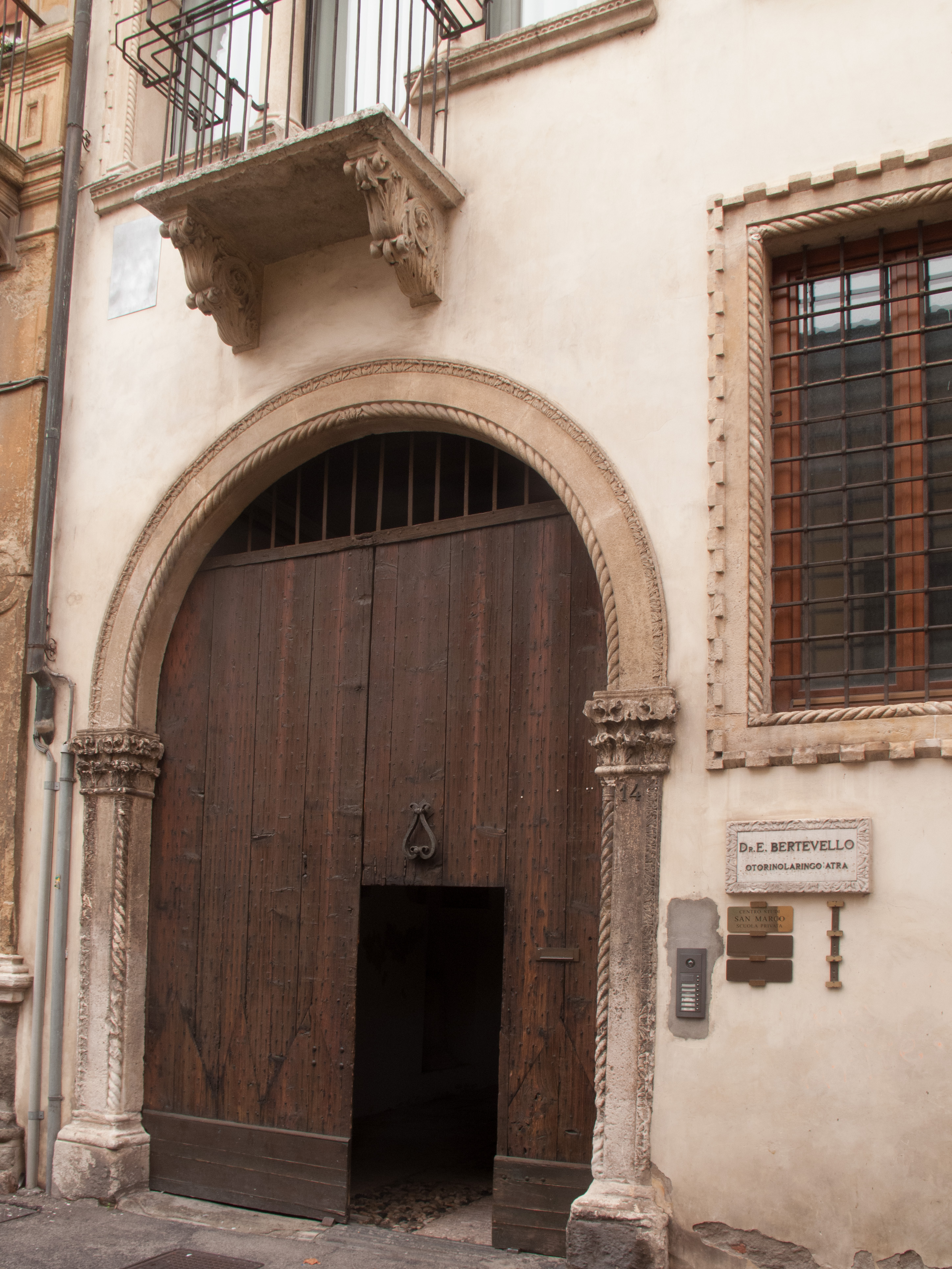
Portone
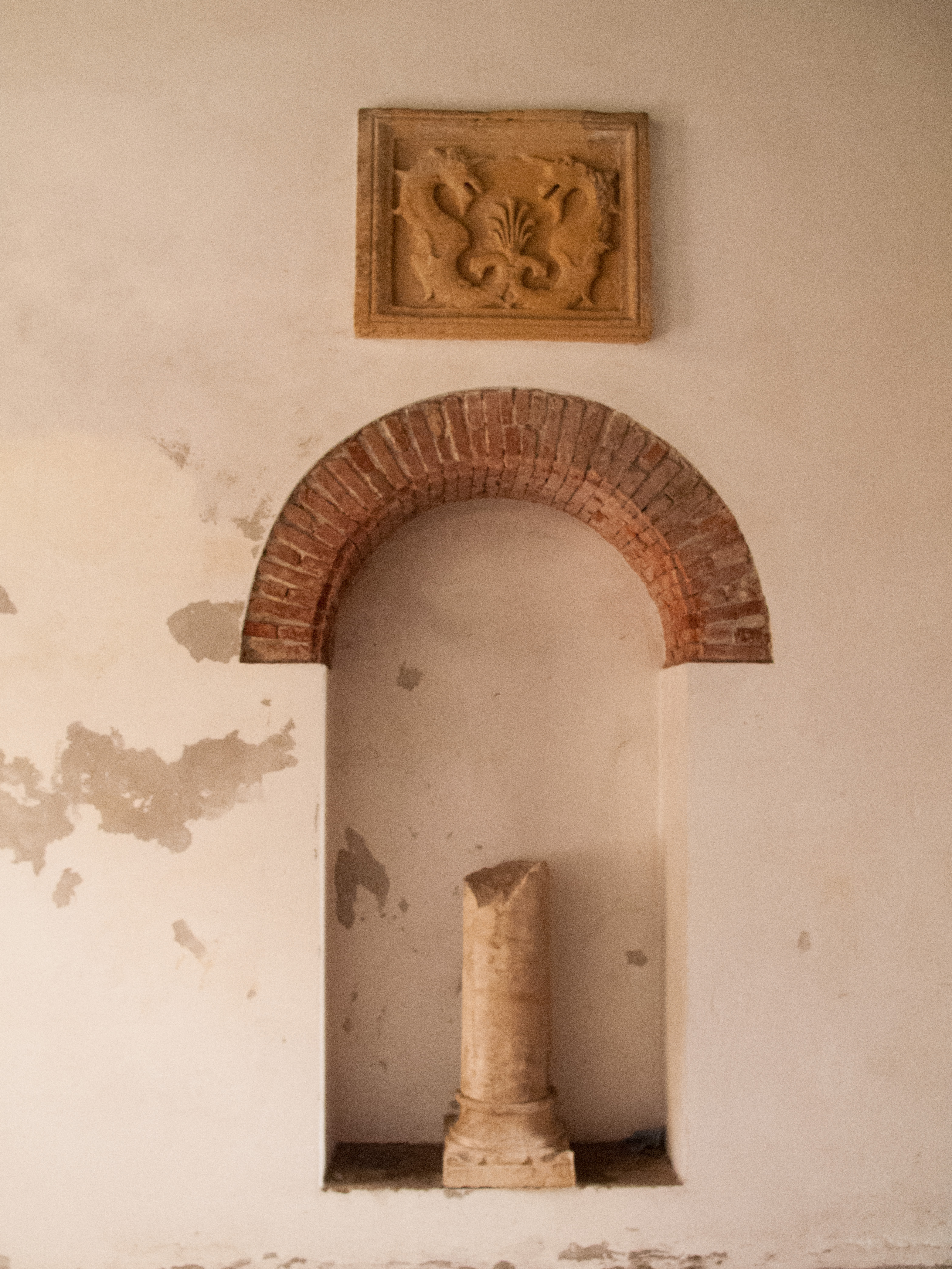
Atrio
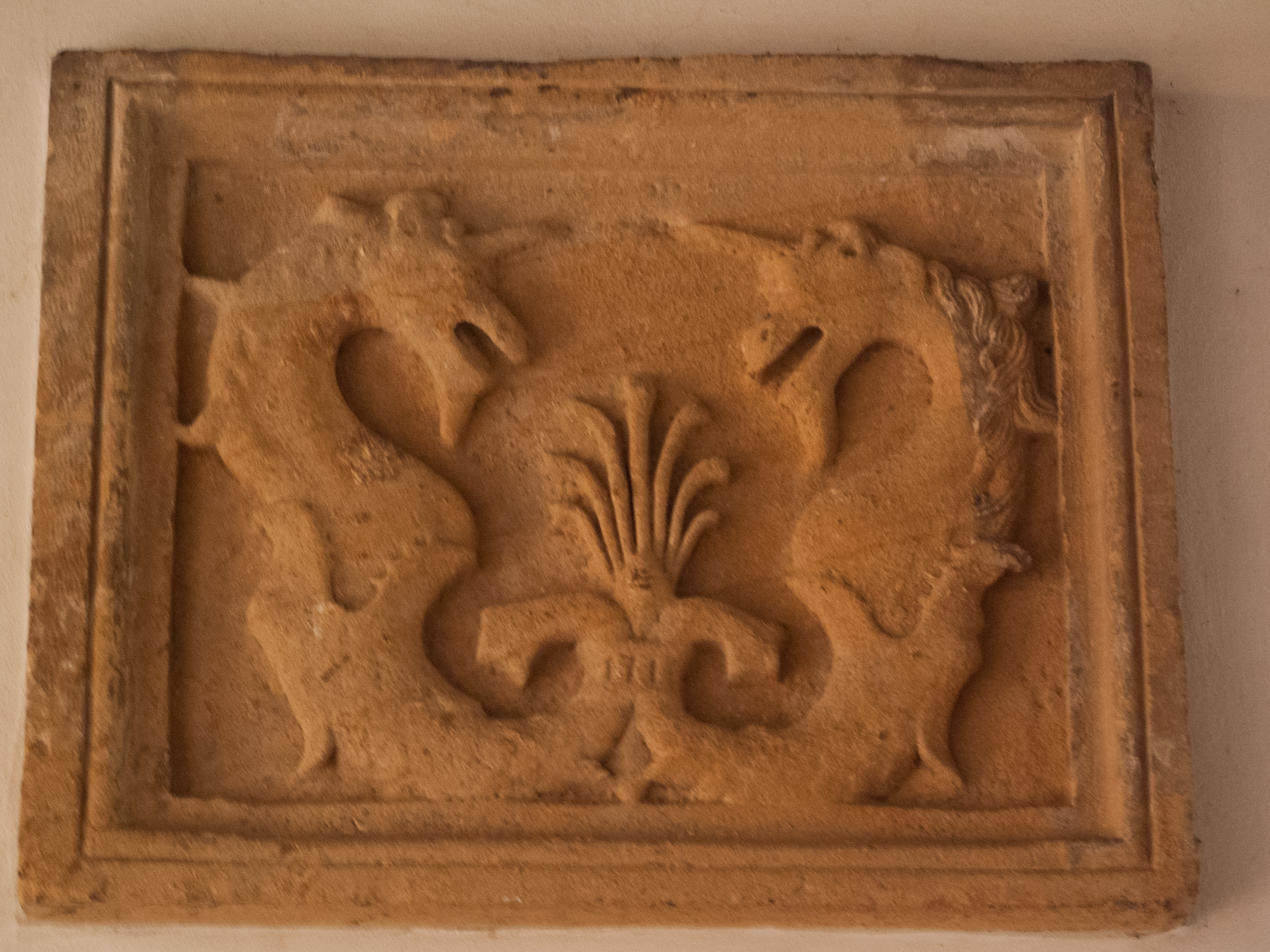
Stemma famiglia
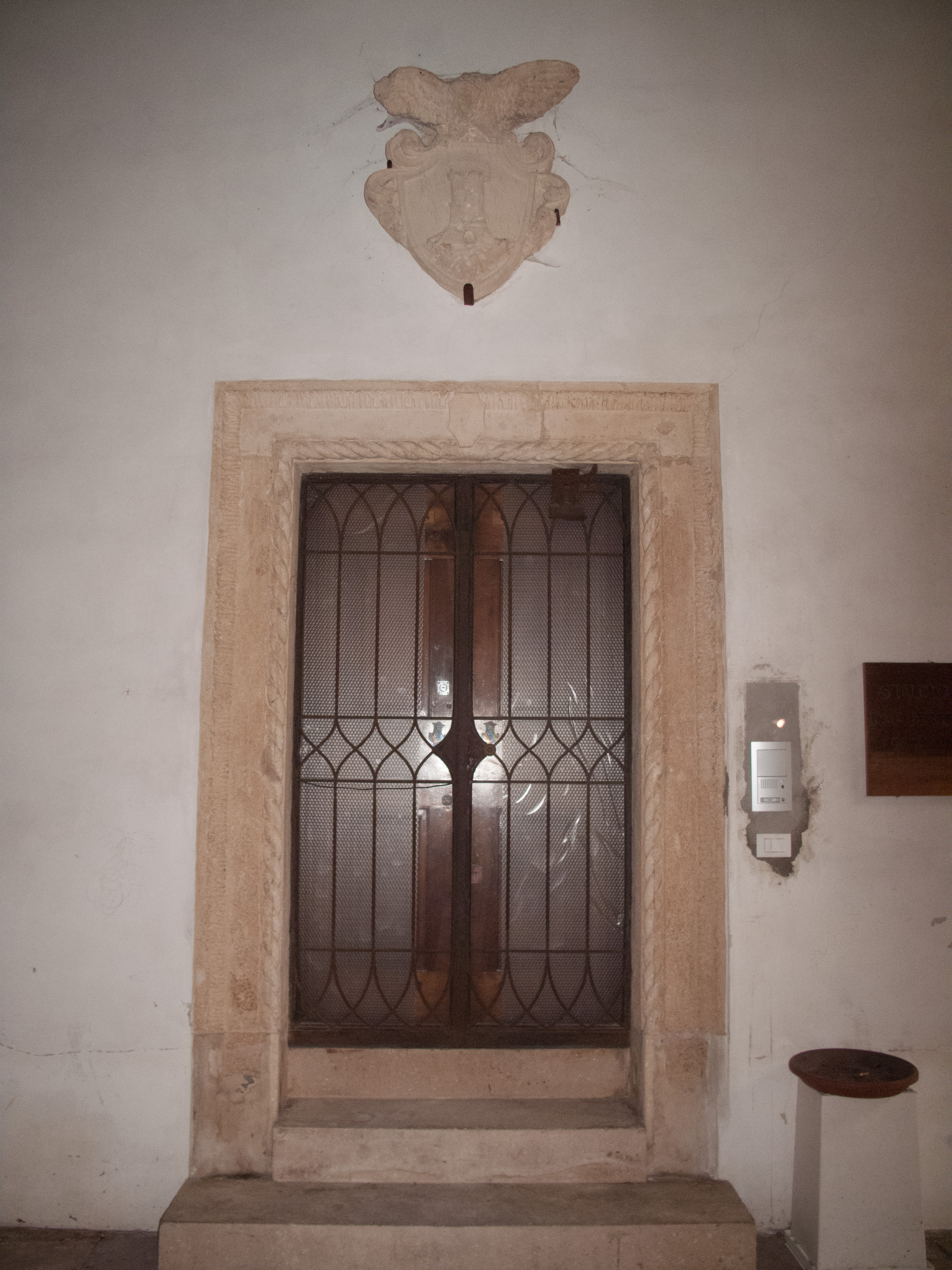
Atrio
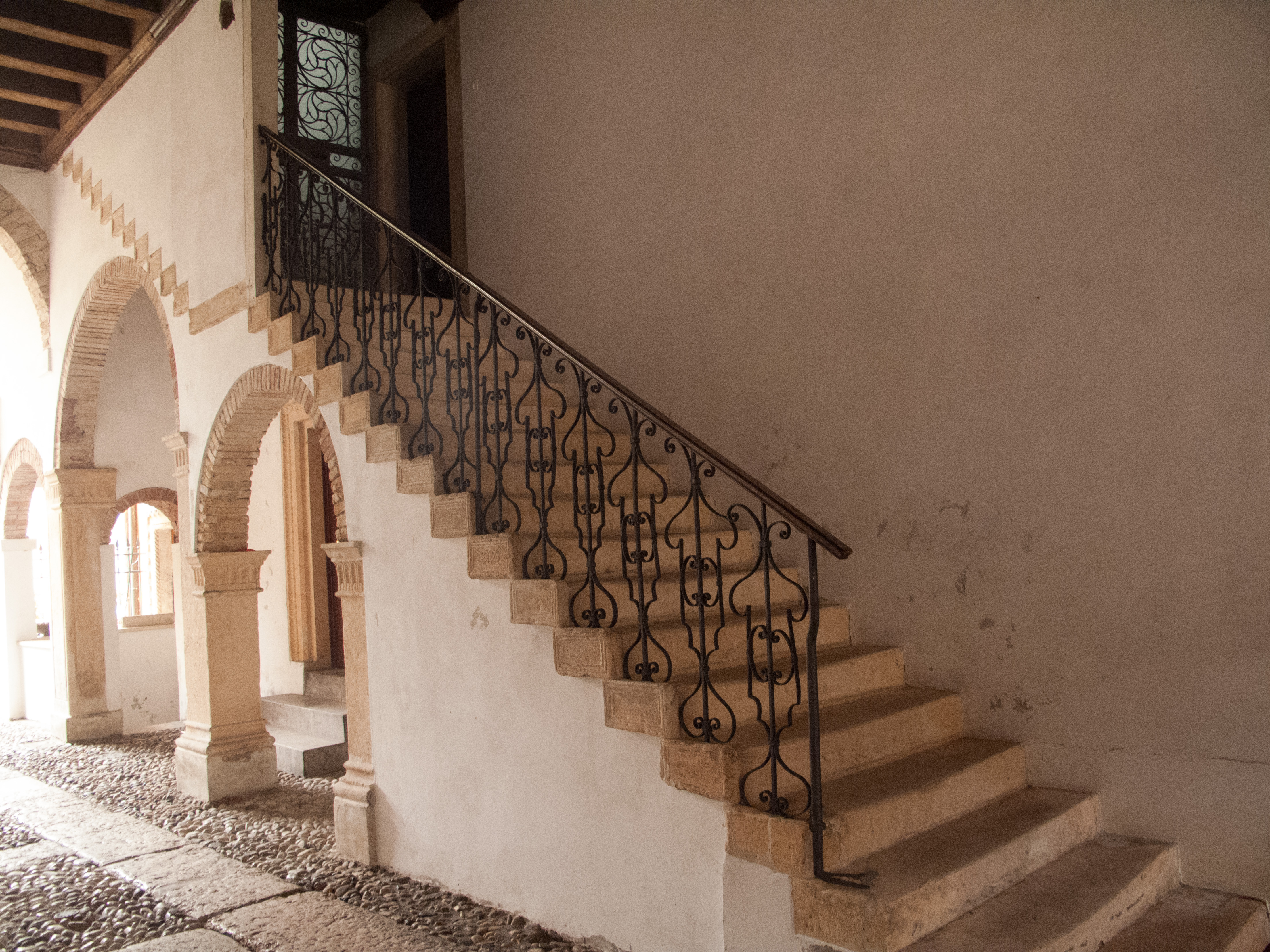
Scalone